# Omineca Mountains
Omineca Mountains är en bergskedja i Kanada.   Den ligger i provinsen British Columbia, i den centrala delen av landet, 3 600 km väster om huvudstaden Ottawa. Arean är 47 900 kvadratkilometer.
I omgivningarna runt Omineca Mountains växer i huvudsak barrskog. Trakten runt Omineca Mountains är nära nog obefolkad, med mindre än två invånare per kvadratkilometer.